# Französische Badmintonmeisterschaft 2003
Die Französische Badmintonmeisterschaft 2003 fand in Lille statt. Es war die 54. Austragung der nationalen Titelkämpfe im Badminton in Frankreich.

## Titelträger
| Disziplin    | Sieger                               |
| ------------ | ------------------------------------ |
| Herreneinzel | Jean-Michel Lefort                   |
| Dameneinzel  | Elodie Eymard                        |
| Herrendoppel | Manuel Dubrulle Mihail Popov         |
| Damendoppel  | Tatiana Vattier Victoria Hristova    |
| Mixed        | Svetoslav Stoyanov Victoria Hristova |